# (4480) Nikitibotania
(4480) Nikitibotania ist ein Hauptgürtelasteroid, der am 24. August 1985 von Nikolai Stepanowitsch Tschernych vom Krim-Observatorium aus entdeckt wurde.
Der Asteroid wurde nach dem Botanischen Garten Nikita benannt.